# Lake View (Alabama)
Lake View é uma cidade  localizada no estado americano do Alabama, no Condado de Tuscaloosa.

## Demografia
Segundo o censo americano de 2000, a sua população era de 1357 habitantes.
Em 2006, foi estimada uma população de 1889, um aumento de 532 (39.2%).

## Geografia
De acordo com o United States Census Bureau, a localidade tem uma área de 4,7 km², dos quais 4,1 km² cobertos por terra e 0,6 km² cobertos por água.

## Localidades na vizinhança
O diagrama seguinte representa as localidades num raio de 24 km ao redor de Lake View.